# Camp Municipal Verge de Lluc
El Camp Municipal Verge de Lluc és un terreny esportiu ubicat en el barri de la Mare de Déu de Lluc de Palma, inaugurat el 1974 i reformat el 2024, actualment dedicat a la pràctica del futbol i el hoquei sobre herba. Es troba en el barri homònim, pertanyent al Districte de Llevant.
Està dotat de gespa artificial i ha estat on tradicionalment ha disputat els seus partits oficials el CF Verge de Lluc. Actualment també ho fa el Baleares sin Fronteras FC (també de futbol) i el Mallorca Hoquei Club (hoquei sobre herba).

## Història
El barri, construït entre 1954 i 1957, encara mancava d'infraestructures bàsiques a principis dels anys 70; entre d'altres, d'esportives. Per suplir-lo el CF Verge de Lluc, principal entitat esportiva de la barriada, va impulsar la creació d'un camp de futbol. Per construir-lo es van llogar uns terrenys de titularitat privada entre els carrers d'Alfàbia i el camí de So Na Dolça i es va inaugurar el 10 d'agost de 1974 amb el nom de Camp José Sempere, llavors president i fundador del CF Verge de Lluc i principal impulsor de la iniciativa. Des de llavors el camp va ser la principal infraestructura esportiva del barri.
Gradualment el terreny de joc es va anar degradant i a finals dels anys 90 ja es trobava en molt males condicions. Poc a poc els diferents equips del club van deixar de competir fins que l'any 2002 va cessar completament l'activitat. Aquell mateix any l'Ajuntament de Palma el va adquirir per rehabilitar-lo i reobrir-lo com a instal·lació municipal però van passar anys sense que es dugués a terme.
El maig de 2018 es va executar la primera fase de les obres de reforma, amb l'esbucament del mur exterior, les grades i la construcció d'un nou mur. La segona fase va quedar aturada i no es va completar fins al 10 de juliol de 2024, quan el camp fou reinaugurat com una instal·lació de gespa artificial per a la pràctica de futbol 11, futbol 7 i hoquei sobre herba.